# Марченко Денис Сергійович
Денис Сергійович Марченко (нар. 5 лютого 2007, Київ, Україна) — український футболіст, воротар київської «Оболоні».

## Життєпис
Народився в Києві. Вихованець столичної «Зміни-Оболоні», у футболці якої з 2020 по 2022 рік виступав у ДЮФЛУ. У сезоні 2023/24 років переведений до юнацької команди «Оболоні». Вперше до заявки дорослої команди «пивоварів» потрапив 28 липня 2023 року в нічийному (0:0) домашньому поєдинку 1-го туру Прем'єр-ліги України проти ковалівського «Колоса». Денис просидів усі 90 хвилин на лаві запасних. На професійному рівні дебютував за «Оболонь» 23 лютого 2025 року в переможному (1:0) домашньому поєдинку 1-го туру Прем'єр-ліги України проти полтавської «Ворскли». Марченко вийшов на поле в стартовому складі та відіграв увесь матч.